# Chaîne Owen Stanley

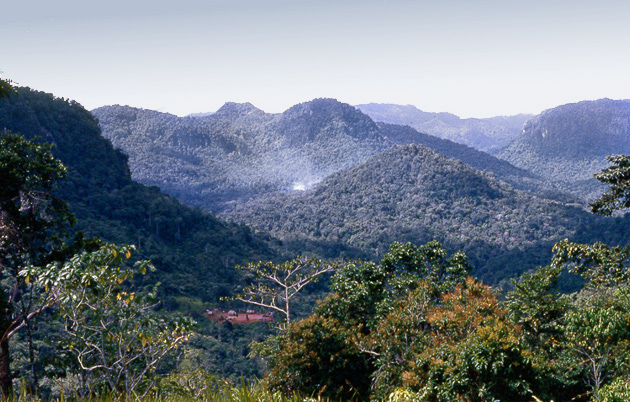
Chaîne Owen Stanley

La chaîne Owen Stanley est située dans la partie sud-est de la chaîne de montagne qui traverse la Papouasie-Nouvelle-Guinée. Elle a été repérée en 1849 par le capitaine Owen Stanley alors qu'il cadastrait la côte sud de la Papouasie et elle porte son nom. L'extrémité est de la chaîne est occupée par le mont Victoria (4 072 mètres) qui a été gravi pour la première fois par Sir William Macgregor en 1888, et elle s'étend à l'ouest jusqu'aux monts Thynne et Lilley. Mais le nom est généralement utilisé pour désigner l'ensemble de la chaîne depuis le mont Chapman (3 376 mètres) à l'extrémité sud-est de l'île et qui comprend le mont Albert Edward (3 990 m) qui en est séparé par la chaîne Wharton. 
La chaîne est flanquée de zones tourmentées et difficiles à parcourir, en particulier dans sa partie sud-ouest. Il y a peu de passages, le plus facile étant la célèbre piste Kokoda qui traverse la chaîne entre Port Moresby et Buna, et qui a servi pendant plus de 50 ans de voie de passage pour traverser l'île. La construction d'une piste routière ne serait pas impossible, mais très difficile et coûteuse. Une telle piste a existé, la piste Bulldog, construite pendant la Seconde Guerre mondiale et reliant Wau au nord à Bulldog dans le sud. Mais celle-ci, après avoir transporté des véhicules pendant la guerre, s’est rapidement dégradée après la fin des hostilités et est à présent elle aussi uniquement franchissable à pied. C'est en grande partie l'impossibilité de transporter leur matériel lourd à travers la chaîne qui empêcha les Japonais de conquérir Port Moresby, au printemps 1942. Les montagnes ont souvent des parois à pic et bordées de précipices, avec parfois des plateaux fertiles qui sont occupés par des jardins potagers.

## Éponymes
Deux espèces de reptiles tirent leur nom de la chaîne Owen Stanley : Papuascincus stanleyanus et Toxicocalamus stanleyanus.